# Giuseppe Tomasi di Lampedusa
Giuseppe Tomasi, onzè príncep de Lampedusa (Palerm, 23 de desembre 1896 - Roma, 23 de juliol de 1957), fou un noble i escriptor sicilià en llengua italiana.
Autor de complexa personalitat, va ser autor d'una única novel·la, El guepard (Il Gattopardo), publicada pòstumament el 1958, la qual està ambientada a Sicília durant el Risorgimento. De caràcter taciturn i solitari, va passar gran part de la seva vida llegint i meditant, i solia dir de si mateix: «Jo era un infant a qui agradava la solitud, a qui agradava més d'estar amb les coses que amb les persones».

## Joventut
Don Giuseppe Tomasi, onzè príncep de Lampedusa, dotzè duc de Palma di Montechiaro, baró de la Torreta, Gran d'Espanya de primera classe (títols adquirits el 1934 a la mort del pare), va nàixer a Palerm, fill de Giulio Maria Tomasi (1868-1934) i de Beatrice Mastrogiovanni Tasca di Cutò (1870-1946).
Va quedar com a fill únic després de la mort de la seua germana Stefania a causa d'una diftèria (1897). Giuseppe Tomasi va estar molt lligat a la mare, dona de forta personalitat que tingué gran influència sobre l'escriptor. No ocorria el mateix amb el pare, home d'un caràcter fred i distant.
De petit va estudiar al seu palau de Palerm, sota la direcció d'una mestra, de la mare (que li va transmetre el francès) i de l'àvia, que li llegia les novel·les d'Emilio Salgari. Al petit teatre del palau familiar de Santa Margherita di Belice, on passava les llargues vacances, assistí per primera volta a una representació de Hamlet per una companyia de comediants errants.

## Sota les armes a Caporetto
A partir de 1911, Tomasi va freqüentar el liceu clàssic a Roma i de seguit a Palerm. Més tard a Roma va inscriure's a la facultat de dret, on no va acabar els estudis. El mateix any, però, va ser cridat a l'exèrcit i participà en la batalla de Caporetto, on va ser capturat per l'exèrcit austrohongarès.
Reclòs a Hongria, va aconseguir fugir i tornà a peu a Itàlia. Després de ser llicenciat de l'exèrcit amb grau de tinent, retornà a casa seua, a Sicília, i alternà els viatges amb el repòs, sempre en companyia de sa mare, que no l'abandonava mai. Reprengué també l'estudi de llengües estrangeres. Durant aquesta època va començar a rumiar la idea de la seua futura novel·la, Il Gattopardo. En un principi pensava centrar l'acció en un sol dia, com s'esdevé en l'Ulysses de James Joyce.

## Una esposa de Letònia
A Riga, Letònia, va casar-se amb Alexandra Wolf von Stomersee, anomenada familiarment Licy, una alemanya bàltica, de família noble, criada a Sant Petersburg on son pare era un alt funcionari de la cort del tsar Nicolau II de Rússia. Alexandra era una estudiosa de psicoanàlisi. El casament va celebrar-se pel ritu de l'Església Ortodoxa el 24 d'agost de 1932. Al principi van viure a Palerm, en companyia de la mare de Tomasi, però la relació impossible entre les dues dones va fer que Licy se'n tornés a Letònia.
El 1934, el pare de l'escriptor va morir, i Giuseppe Tomasi di Lampedusa n'heretava els títols principals.
Durant la Segona Guerra Mundial, l'escriptor es refugià a Capo d'Orlando, on també va fer cap Licy fugint de la guerra. Després de la mort de la mare del novel·lista, el 1946 va tornar a viure amb la seua esposa a Palerm. El 1953 va començar a freqüentar un grup de joves intel·lectuals, de què formaven part Francesco Orlando i Gioacchino Lanza Tomasi. Amb aquest darrer va mantenir una gran relació d'amistat, fins al punt d'adoptar-lo uns anys més tard.

## Elaboració d'Il Gattopardo
Tomasi residia amb freqüència a casa del seu cosí, el poeta Lucio Piccolo, amb qui va acudir el 1954 a San Pellegrino Terme per tal d'assistir al lliurament d'un premi literari; hi va conèixer, entre d'altres, Eugenio Montale i Maria Bellonci. Es creu que va ser tornant d'aquest viatge que va començar a escriure Il Gattopardo, que finalitzaria dos anys després. D'entrada, el manuscrit de la novel·la va ser rebutjat per les editorials que el van rebre (Einaudi i Mondadori). Aquestes negatives, que l'autor conegué uns dies abans de morir, li causaren amargor.
El 1957 li va ser diagnosticat un tumor al pulmó i va morir el 23 de juliol d'aquell any. La novel·la va ser publicada pòstumament el 1958, quan Elena Croce (filla de Benedetto Croce) va enviar-la a l'escriptor Giorgio Bassani, que la va fer publicar a l'editorial Feltrinelli, de tal manera que es remeiés l'enorme error de judici que havia fet descartar-la a Elio Vittorini (més endavant, aquest també descartaria Doctor_Jivago de Pasternak i El Timbal de Llauna de Grass. El 1959 Il Gattopardo va guanyar el Premi Strega, un dels més prestigiosos de les lletres italianes.
Curiosament, també Giuseppe Tomasi di Lampedusa va morir lluny de sa casa, com el protagonista d'Il Gattopardo, a Roma. I també va ser inhumat al mateix cementiri, el dels Caputxins de Palerm.

## Obres traduïdes al català
- El Guepard. Traducció de Llorenç Villalonga. Barcelona: Club Editor, 1962.
- El Gattopardo. Traducció de Pau Vidal. Barcelona: Proa, 2009.
- Tots els contes. Traducció de Rossend Arqués i Corominas. Pròleg de Narcís Comadira. Barcelona: Empúries, 1988.